# Műkorcsolya a 2022. évi téli olimpiai játékokon
A 2022. évi téli olimpiai játékokon a műkorcsolya versenyszámait a Fővárosi Fedett Stadionban rendezték február 4. és 19. között. A gálára február 20-án került sor. Összesen öt versenyszámot rendeztek ebben a sportágban.

## Naptár
Az időpontok helyi idő szerint (UTC+8) és magyar idő szerint (UTC+1) is olvashatóak. A döntők kiemelt háttérrel vannak jelölve.
| Dátum       | Helyi idő | Magyar idő | Versenyszám                           |
| ----------- | --------- | ---------- | ------------------------------------- |
| február 4.  | 9:55      | 2:55       | csapatverseny, férfi rövid program    |
| február 4.  | 11:35     | 4:35       | csapatverseny, női rövid program      |
| február 4.  | 13:15     | 6:15       | csapatverseny, jégtánc rövid program  |
| február 6.  | 9:30      | 2:30       | csapatverseny, jégtánc rövid program  |
| február 6.  | 11:50     | 4:50       | csapatverseny, férfi szabad program   |
| február 7.  | 9:15      | 2:15       | csapatverseny, páros szabad program   |
| február 7.  | 10:30     | 3:30       | csapatverseny, jégtánc szabad program |
| február 7.  | 11:35     | 4:35       | csapatverseny, női szabad program     |
| február 8.  | 9:15      | 2:15       | férfi rövid program                   |
| február 10. | 9:30      | 2:30       | férfi szabad program                  |
| február 12. | 19:00     | 12:00      | jégtánc rövid program                 |
| február 14. | 9:15      | 2:15       | jégtánc szabad program                |
| február 15. | 18:00     | 11:00      | női rövid program                     |
| február 17. | 18:00     | 11:00      | női szabad program                    |
| február 18. | 18:30     | 11:30      | páros rövid program                   |
| február 19. | 19:00     | 12:00      | páros szabad program                  |
| február 20. | 12:00     | 5:00       | gála                                  |

## Éremtáblázat
*   Kína (rendező)
| Helyezés            | Nemzet                                       | Arany | Ezüst | Bronz | Összesen |
| ------------------- | -------------------------------------------- | ----- | ----- | ----- | -------- |
| 1.                  | Az Orosz Olimpiai Bizottság versenyzői (ROC) | 2     | 3     | 1     | 6        |
| 2.                  | Egyesült Államok (USA)                       | 1     | 1     | 1     | 3        |
| 3.                  | Franciaország (FRA)                          | 1     | 0     | 0     | 1        |
| 3.                  | Kína (CHN)*                                  | 1     | 0     | 0     | 1        |
| 5.                  | Japán (JPN)                                  | 0     | 1     | 3     | 4        |
| Összesen (5 nemzet) | Összesen (5 nemzet)                          | 5     | 5     | 5     | 15       |

## Érmesek
| A 2022. évi téli olimpiai játékok érmesei műkorcsolyában | |        | |        | |        |
| Versenyszám                                              | Arany | Arany  | Ezüst | Ezüst  | Bronz | Bronz  |
| Férfi                                                    | Nathan Chen · Egyesült Államok (USA) | 332,60 | Kagijama Júma · Japán (JPN) | 310,05 | Uno Sóma · Japán (JPN) | 293,00 |
| Női                                                      | Anna Scserbakova · Az Orosz Olimpiai Bizottság versenyzői (ROC) | 255,95 | Alekszandra Truszova · Az Orosz Olimpiai Bizottság versenyzői (ROC) | 251,73 | Szakamoto Kaori · Japán (JPN) | 233,13 |
| Páros                                                    | Kína (CHN) · Sui Wenjing · Han Cong | 239,88 | Az Orosz Olimpiai Bizottság versenyzői (ROC) · Jevgenyija Taraszova · Vlagyimir Morozov                                                                                      | 239,25 | Az Orosz Olimpiai Bizottság versenyzői (ROC) · Anasztaszija Misina · Alekszandr Galljamov                                                | 237,71 |
| Jégtánc                                                  | Franciaország (FRA) · Gabriella Papadakis · Guillaume Cizeron | 226,98 | Az Orosz Olimpiai Bizottság versenyzői (ROC) · Viktorija Szinyicina · Nyikita Kacalapov                                                                                      | 220,51 | Egyesült Államok (USA) · Madison Hubbell · Zachary Donohue                                                                               | 218,02 |
| Csapatverseny                                            | Az Orosz Olimpiai Bizottság versenyzői (ROC) · Mark Kondratyjuk · Kamila Valijeva · Anasztaszija Misina · Alekszandr Galljamov · Viktorija Szinyicina · Nyikita Kacalapov | 74     | Egyesült Államok (USA) · Nathan Chen* · Vincent Zhou** · Karen Chen · Alexa Knierim · Brandon Frazier · Madison Hubbell* · Zachary Donohue* · Madison Chock** · Evan Bates** | 65     | Japán (JPN) · Kagijama Júma · Uno Sóma · Higucsi Vakaba · Szakamoto Kaori · Miura Riku · Kihara Rjúcsi · Komacubara Miszato · Tim Koleto | 63     |

* Csak a rövidprogramban vett részt.
** Csak a szabadprogramban vett részt.